# 浙荆芥
浙荆芥（学名：Nepeta everardii）为唇形科荆芥属下的一个种。	模式标本采自浙江宁波。